# Mr. DJ
„Mr. DJ” – drugi singel szwedzkiego zespołu Baby Alice, który został wydany 25 lipca 2007 roku przez WEA.

## Lista utworów
- CD singel (25 lipca 2007)[1]

1. „Mr. DJ” (Radio Edit) [China 2008] – 2:56
2. „Mr. DJ” (Extended Version) – 4:16
3. „Mr. DJ” (Freisig & Chrelle’s Elektro Club Mix) – 6:52
4. „Mr. DJ” (Asshunter Remix) – 5:10
5. „Mr. DJ” (Naico Remix) – 5:41
6. „Oh Yeah” – 2:56

## Notowania na listach sprzedaży
| Kraj      | Lista (2007)   | Najwyższa pozycja |
| --------- | -------------- | ----------------- |
| Finlandia | Top 20 Singles | 7                 |